# Бологан Віорел Антонович
Віорел Бологан (рум. Viorel Bologan; 14 грудня 1971, Кишинів) — Молдовський шахіст i шаховий тренер (старший тренер ФІДЕ від 2012), гросмейстер від 1991 року.

## Шахова кар'єра

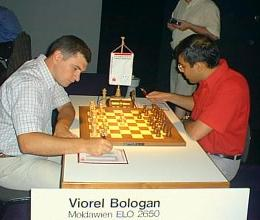
Бологан–Ананд, Дортмунд 2003

У шахи навчився грати в 7 років від свого батька. Від 1981 року перебував під постійним тренерським наглядом, завдяки чому в 13 років здобув звання кандидата в майстри. Перша турнірна припадає на 1989 рік, коли він поділив 1-ше місце (разом з Борисом Гельфандом i Олексієм Шировим) на турнірі молодих радянських майстрів у Краматорську. 1990 року здобув звання міжнародного майстра, a в 1991 році став гросмейстером, вигравши в Ксанті а також на чемпіонаті СРСР серед юнаків до 20-ти років, який відбувся в Юрмалі. 1993 року переміг в Остраві а також двічі в Лас-Пальмасі, два роки по тому — в Москві.
Перші успіхи, які підняли його до світової шахової когорти, припадають на кінець 1990-х років. 1997 року переміг (разом з Михайлом Красенковим) на сильному турнірі за швейцарською системою World Open у Нью-Йорку. Два роки по тому посів 2-ге місце (позаду Жоеля Лотьє) на сильному турнірі (XV категорії ФІДЕ) в Анг'ян-ле-Бені а також переміг на турнірі такої самої категорії в Бельфорі. У 2000 році переміг на турнірах в Мінську i Пекіні (XVI категорія) а також поділив 1-ше місце (разом з Юдіт Полгар, попереду Найджела Шорта i Анатолія Карпова) на меморіалі Мігеля Найдорфа в Буенос-Айресі. Наступного року виграв турнір XV категорії Пойковський (випередивши Смбата Лпутяна, Сергія Рублевського і Вадима Звягінцева) а також поділив 1-ше місце на турнірі в Шанхаї. 2002 року двічі переміг у Памплоні — на перетині 2001/2002 років (попереду Теймура Раджабова i Ульфа Андерссона) а потім у грудні (разом з Рустамом Касимджановим). Того самого року переміг на сильному посіяному турнірі з бліцу Ordix Open у Майнці (перед зокрема Петром Свідлером i Рафаелем Ваганяном).
На 2003 припадає можливо найбільший його турнірний успіх — одноосібна перемого на елітному турнірі в Дортмунді (попереду зокрема Володимира Крамника, Вішванатана Ананда i Петера Леко). Того самого року поділив також 1-ше місце на сильному турнірі Аерофлот опен в Москві. Завдяки перемозі в Дортмунді шахіста запросила на щорічний елітний турнір у Вейк-ан-Зеє року 2004, в якому він посів досить високе 5-те місце, випередивши зокрема Володимира Крамника, Євгена Барєєва, Петра Свідлера i Олексія Широва. Наступного року поділив 1-ші місця в щорічних сильних турнірах Пойковський (разом з Етьєном Бакро, попереду Олександра Грищука, Олексія Дрєєва i Петра Свідлера), а також у Сараєві (турнір Босна, разом з Іваном Соколовим). Завдяки тому успіхові уперше перетнув межу 2700 пунктів рейтингу Ело. У 2006 році знову поділив 1-ше місце на турнірі Aeroflot Open в Москві, переміг (з результатом 9/9) на відкритому турнірі Porzellan Cup в Дрездені а також посів досить високе 3-тє місце на турнірі XVIII категорії в Форосі (після Сергія Рублевського і Василя Іванчука). 2007 року поділив 2-ге місце (разом з Євгеном Алєксєєвим i Олександром Оніщуком) на турнірі Пойковський. 2010 року черговий раз добре виступив у Пойковському, перемігши разом з Сергієм Карякіним.
Чотири рази брав участь у чемпіонатах світу ФІДЕ, які проходили за нокаут-системою, однак не мав там успіхів:
- 1997 — Гронінген — пройшов до 2-го раунду, в якому поступився Рафаелеві Ваганяну,
- 2000 — Нью-Деліі — пройшов до 2-го раунду, в якому поступився Вішванатану Ананду,
- 2001 — Москва — зазнав поразки в 1-му колі від Ігоря-Олександра Натафа,
- 2004 — Триполі — пройшов до 2-го раунду, в якому поступився Олександрову Моісеєнку.

У 1992—2010 роках дев'ять разів брав участь у шахових олімпіадах, кожного разу на першій шахівниці. Був також двічі (1992, 2011) учасником командних чемпіонатів Європи.
Перший в історії молдовський шахіст, який здолав позначку 2700 пунктів рейтингу Ело. Найвищий рейтинг дотепер мав станом на 1 серпня 2012 року, досягнувши 2734 пунктів, посідав тоді 18-е місце в світовій класифікації ФІДЕ, водночас посідав 1-ше місце серед молдовських шахістів.

## Зміни рейтингу
| На цьому місці має відображатися графік чи діаграма, однак з технічних причин його відображення наразі вимкнено. Будь ласка, не видаляйте код, який викликає це повідомлення. Розробники вже працюють для того, щоби відновити штатне функціонування цього графіка або діаграми. | |
| | На цьому місці має відображатися графік чи діаграма, однак з технічних причин його відображення наразі вимкнено. Будь ласка, не видаляйте код, який викликає це повідомлення. Розробники вже працюють для того, щоби відновити штатне функціонування цього графіка або діаграми. |